# 루이 조리치
루이 조리치(영어: Louis Zorich, 1924년 2월 12일 ~ 2018년 1월 30일)는 미국의 배우이다. 시카고에서 태어났으며 뉴욕에서 사망하였다. 사인은 알츠하이머병이다. 아내는 배우 올림피아 두카키스이다.

## 출연 작품
- Emily & Tim (2015)
- 디태치먼트 (2011년) - 할아버지 역
- 홀 인 원 (2004년)
- 욕조 속의 물고기 (1999년) - 모리스 역
- 조이 더 킹 (1999년)
- 모세가 된 사나이 (1997년)
- 유산의 비밀 (1991년)
- 꿈꾸는 도시 (1991년)
- 법과 질서 (1990년)
- 야망의 브로드웨이 (1989년)
- 화려한 사기꾼 (1988년)
- 유리벽 (1985년)
- 더스틴 호프만의 세일즈맨의 죽음 (1985년)
- 탐정 스펜서 (1985년)
- 머펫, 뉴욕을 점령하다 (1984년)
- 신병 교육대 (1980년)
- 깊은 밤 깊은 곳에 (1977년)
- 어느 코미디언의 눈물 (1976년)
- 선데이 인 더 컨트리 (1974년)
- 바브라 내 사랑 (1974년)
- 마피아 혈전 (1973년)
- 파피 (1969년)
- 일망타진 (1968년)
- 가메라 (1965년)

### 텔레비전
- 결혼 이야기 (1993-99)